# City of Casey
City of Casey är en kommun i Australien. Den ligger i delstaten Victoria, omkring 44 kilometer sydost om delstatshuvudstaden Melbourne. Antalet invånare var 299 301 vid folkräkningen 2016.
Följande samhällen finns i Casey:
- Berwick
- Cranbourne
- Narre Warren South
- Narre Warren
- Endeavour Hills
- Hampton Park
- Cranbourne North
- Hallam
- Cranbourne West
- Cranbourne East
- Doveton
- Lynbrook
- Narre Warren North
- Eumemmerring
- Botanic Ridge
- Cranbourne South
- Tooradin
- Blind Bight
- Junction Village
- Lysterfield South
- Harkaway
- Clyde
- Cannons Creek
- Warneet